# Лівінгстон (Південна Кароліна)
Лівінгстон (англ. Livingston) — місто (англ. town) в США, в окрузі Оранджберг штату Південна Кароліна. Населення — 132 особи (2020).

## Географія
Лівінгстон розташований за координатами 33°33′12″ пн. ш. 81°7′12″ зх. д. / 33.55333° пн. ш. 81.12000° зх. д. (33.553279, -81.119948).  За даними Бюро перепису населення США в 2010 році місто мало площу 2,11 км², уся площа — суходіл.

## Демографія
Згідно з переписом 2010 року, у місті мешкало 136 осіб у 63 домогосподарствах у складі 45 родин. Густота населення становила 64 особи/км².  Було 70 помешкань (33/км²).
Расовий склад населення:
| - 74,3 % — білих - 25,0 % — чорних або афроамериканців |

До двох чи більше рас належало 0,7 %. Частка іспаномовних становила 0,0 % від усіх жителів.
За віковим діапазоном населення розподілялося таким чином: 15,4 % — особи молодші 18 років, 64,7 % — особи у віці 18—64 років, 19,9 % — особи у віці 65 років та старші. Медіана віку мешканця становила 43,6 року. На 100 осіб жіночої статі у місті припадало 97,1 чоловіків;  на 100 жінок у віці від 18 років та старших — 94,9 чоловіків також старших 18 років.
Середній дохід на одне домашнє господарство  становив 38 113 долари США (медіана — 30 417), а середній дохід на одну сім'ю — 53 900 доларів (медіана — 42 250). За межею бідності перебувало 13,9 % осіб, у тому числі 0,0 % дітей у віці до 18 років та 13,0 % осіб у віці 65 років та старших.
Цивільне працевлаштоване населення становило 43 особи. Основні галузі зайнятості: освіта, охорона здоров'я та соціальна допомога — 27,9 %, виробництво — 18,6 %, сільське господарство, лісництво, риболовля — 11,6 %, транспорт — 7,0 %.